# Златая цепь
«Златая цепь» (в оригинале: «Златаꙗ чєпь») — сборник относительно устойчивого состава, имевший распространение в древнерусской и южнославянской письменных традициях, своего рода нравственная хрестоматия. Создан около XIII века. Включает нравственные наставления о христианско-аскетических добродетелях — милостыне, молитве, нестяжательности и т. п., собранных из сочинений разных отцов церкви. Сборник по своей структуре похож на цепь, «анфиладу» поучительных отрывков.

## Текстология и состав
Содержание сборника различается в разных списках. В некоторых списках встречаются также произведения русских авторов. Так, в одном списке помещены четыре слова Серапиона, епископа Владимирского, в другом — «Слово некоего христолюбца и ревнителя по правой вере», изображающее языческие верования Древней Руси.
Благодаря ведущемуся, но ещё не завершённому текстологическому изучению новых списков «Златой цепи» показано, что имеются три разновидности сборника, аналогичные выделенным Е. В. Петуховым:
- Первая группа списков включает пока только один Троицкий список XIV века[5], самый ранний известный список. Выписки из этого сборника имеются и в других рукописях, поэтому данный список, вероятно, был не единственным в своей группе. Возможно, сходным с ним является «новгородский список» XVI века, указанный в работе В. А. Колобанова[6]. Для первой группы характерно следующее ядро статей: поучения Матвея Сарайского, Серапиона Владимирского, ряд общих статей со Златоустами. Троицкий список состоит из статей русского происхождения. По мнению Колобанова, он не мог возникнуть ранее 70-х годов XIII века.
- Вторая группа списков представляет собой редакцию «Пандектов» Никона Черногорца.
- Третья, самая многочисленная, группа списков. Ядро статей включает: выписки из Изборника 1073 года, Торжественника, Толковой палеи, Хронографа и других источников. Состав статей варьируется, и могут быть выделены три его разновидности. Группа обнаруживает связь с Измарагдом первой редакции.

Все три группы объединяются лишь названием и общим характером содержания. Предположительно, только первая группа восходит к подлинной «Златой чепи», возникшей на Руси, а сборники двух других групп — суть «самозванные чепи». Название в сборниках второй группы перешло из предисловия к «Пандектам» Никона Черногорца, где встречается словосочетание «златая чепъ». Сборники третьей группы, к которой восходит Измарагд первой редакции, получили своё название лишь по аналогии. Троицкий список «Златой чепи» датируется рубежом XIV—XV веков, а первое упоминание о «Златой чепи» содержится в житии Авраамия Смоленского начала XIII века, поэтому ко времени составления Троицкого сборника традиция такого названия уже существовала. Возможно, традиция началась с «Пандектов» Никона Черногорца, которые были переведены на Руси уже в XII веке. Известное переводчику название могло быть применено к устойчивому по содержанию сборнику, похожему по своей структуре на цепь, «анфиладу» поучительных отрывков.

## История
Прототипом сборника, вероятно, являлись византийские экзегетические сборники с аналогичным названием — σειραί (цепи).
В славянской среде при сохранении названия содержание сборника изменилось. Вместо толкований на Священное писание «Златая цепь» содержит подборки учительных статей вперемежку с отрывками из хронографов, патериков, постановлений церковных соборов, и, таким образом, представляет собой своего рода хрестоматию энциклопедического характера.

## Историография
Сборник к настоящему времени полностью не изучен. Исследователи обращались к нему часто, но, как правило, в работах, посвящённых другим темам. В некоторых работах делались попытки определить «Златую цепь» как тип сборника и провести классификацию списков памятника. Однако в научный оборот было включено лишь небольшое число списков, поэтому складывались ошибочные мнения, впоследствии закрепившиеся в научной литературе:
- «Златая цепь» — сборник непостоянного состава (Е. В. Петухов[7]; А. И. Пономарев[8]);
- «Златая цепь» — ранняя редакция Златоуста (Н. С. Тихонравов[9]; А. С. Орлов[10]; В. М. Истрин [11]; Т. А. Алексеева[12]);
- «Златая цепь» — памятник отреченной литературы, связанный со стригольничеством (Н. П. Попов[13]).